# Женская сборная Чили по гандболу
Женская сборная Чили по гандболу — национальная сборная Чили, выступающая на чемпионатах Америки и мира по гандболу среди женщин. Управляется Федерацией гандбола Чили. Бронзовый призёр Панамериканского чемпионата 2009 года и чемпионата Южной и Центральной Америки 2022 года, участники двух чемпионатов мира.

## Результаты

### Чемпионаты мира
- 2009 — 23-е место
- 2023 — 27-е место

### Панамериканские Чемпионаты
- Панамериканский чемпионат по гандболу среди женщин 2009 — 3-е место
- Панамериканский чемпионат по гандболу среди женщин 2011 — 5-е место
- Панамериканский чемпионат по гандболу среди женщин 2015 — 9-е место
- Панамериканский чемпионат по гандболу среди женщин 2017 — 7-е место

### Чемпионаты Южной и Центральной Америки
- Чемпионат Южной и Центральной Америки по гандболу среди женщин 2018 — 4-е место
- Чемпионат Южной и Центральной Америки по гандболу среди женщин 2021 — 5-е место
- Чемпионат Южной и Центральной Америки по гандболу среди женщин 2022 — 3-е место